# Bahuszeuskaja
Bahuszeuskaja (biał. Багушэўская; ros. Богушевская) – stacja kolejowa w miejscowości Bahuszeusk, w rejonie sieneńskim, w obwodzie witebskim, na Białorusi. Leży na linii Witebsk - Orsza.